# Липа Максимовича
Липа Максимовича (лат. Tilia maximowicziana) — вид рода Липа (Tilia) семейства Мальвовые (Malvaceae). Единственный представитель рода в Сахалинской области, произрастающий на северной границе ареала. Декоративное и медоносное растение.
Согласно одной из японских легенд, именно под деревом этого вида Будда достиг просветления.

## Ботаническое описание

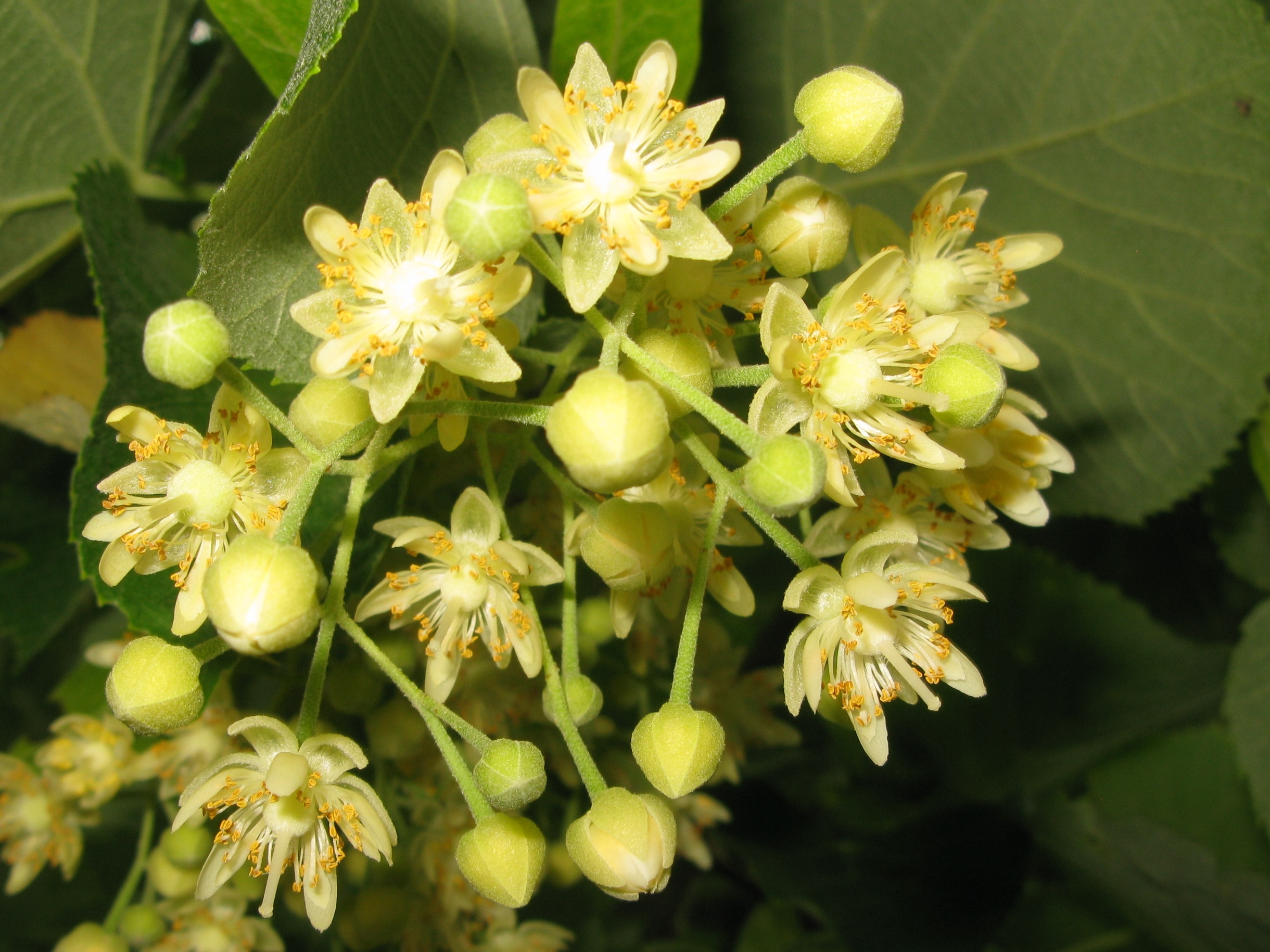
Соцветие

Листопадное дерево высотой от 6 до 25 метров и диаметром до 0,5 м. Листья крупные, очередные, сердцевидной формы, опушенные, длиной 10-15 см и шириной 6-8 см.
Прицветник крупный, покрытый жилками. Соцветие  — повислый зонтик, имеет 7-12 цветков. Цветки жёлтого цвета, до 1,5 см в диаметре, имеют слабый запах. Каждый цветок имеет 5 лепестков,
5 фертильных тычинок и множество стерильных, один пестик.
Плод  — шаровидно-пятигранный, желтовато-буро-опушенный, орешек диаметром до 10 мм. Цветёт в июне - июле, а плодоносит в сентябре-октябре. Размножается как семенами, так и порослью.

## Экология и распространение
Обитает одиночно или небольшими популяциями в широколиственных и хвойно-широколиственных лесах в сообществе с тисом, магнолией, бархатом амурским и заманихой.
В России известно несколько местонахождений вида на острове Кунашир. За рубежом встречается в Японии ( на островах Хоккайдо, Хонсю).

## Охранный статус
Вид, находящийся под угрозой исчезновения. Занесена в Красные книги России и Сахалинской области. Отмечена на территории двух Особо охраняемых природных территорий России.
Исчезает в связи с малочисленностью популяций, низкой всхожести семян и почти полным отсутствием подроста.

## Значение и применение
Выращивается в Ботанических садах МГУ, Санкт-Петербурга, Иркутска, Южно-Сахалинска. Используется в озеленении населенных пунктов Сахалина.